# Камб'яска
Камб'яска (італ. Cambiasca, п'єм. Cambiasca) — муніципалітет в Італії, у регіоні П'ємонт,  провінція Вербано-Кузіо-Оссола.
Камб'яска розташований на відстані близько 560 км на північний захід від Рима, 125 км на північний схід від Турина, 7 км на північний схід від Вербанії.
Населення — 1684 особи (2014).
Покровитель — San Gregorio.

## Демографія
Населення за роками:

Станом на 1 січня 2023 року в муніципалітеті офіційно проживало 29 іноземців з 14 країн, серед них 4 громадяни країн Євросоюзу та 12 громадян України.

## Сусідні муніципалітети
- Капреццо
- М'яццина
- Вербанія
- Віньйоне